# Anawal, Badami
Anawal là một làng thuộc tehsil Badami, huyện Bagalkot, bang Karnataka, Ấn Độ.